# Бенино-буркинийские отношения
Бенино-буркинийские отношения — двусторонние дипломатические отношения между Бенином и Буркина-Фасо. Протяжённость государственной границы между странами составляет 386 км.

## История
Во 2-й половине XIX века Франция начала создавать небольшие торговые поселения на побережье Западной Африки. В 1851 году был подписан договор о дружбе между Францией и Королевством Дагомея на территории нынешнего южного Бенина, за которым последовало создание протектората в Порто-Ново в 1863 году. Французская Дагомея была провозглашена в 1894 году, а позже в 1899 году вошла в состав более крупной колонии Французской Западной Африки. В 1880-х годах между европейскими державами велась острая конкуренция за территории в Африке, процесс, известный как «драка за Африку», кульминацией которого стала Берлинская конференция 1884 года, на которой заинтересованные европейские страны согласовали свои соответствующие территориальные претензии и правила ведения боевых действий в будущем. В результате этого Франция получила контроль над верхней долиной реки Нигер (примерно эквивалентной территории современных Мали и Нигера). Франция начала оккупировать территорию современного Мали (тогда известный как Французский Судан) и Буркина-Фасо (тогда известной как Французская Верхняя Вольта) в 1880–90-х годах. Этот регион был назван как Верхний Сенегал и Нигер, где были установлены границы между этой колонией и Дагомеей в период 1901–1914 годов. Колония Верхняя Вольта (современная Буркина-Фасо) была образована в марте 1919 года и была упразднена в 1932 году, а её территория разделена между Нигером и Берегом Слоновой Кости, но затем в 1947 году была воссоздана в своих прежних границах. Граница Дагомеи и Верхней Вольты была окончательно закреплена французским указом 27 октября 1938 года.
По мере роста движения за деколонизацию в эпоху после окончания Второй мировой войны Франция постепенно предоставляла больше политических прав и представительства своим африканским территориям, что привело к предоставлению широкой внутренней автономии каждой колонии в 1958 году в рамках Французского сообщества. Дагомея провозгласила полную независимость 1 августа 1960 года, а вскоре после этого 5 августа последовала Верхняя Вольта, и их общая граница стала международной границей между двумя суверенными государствами.
Участки границы по-прежнему оспаривались в некоторых местах: несколько инцидентов произошло в спорных районах Коалу и Ниоргу, что вызвало напряженность в 2000-х годах. В результате в мае 2009 года страны подписали соглашение, согласно которому в этом районе была создана небольшая нейтральная зона до принятия окончательного решения по этому вопросу Международным судом.
В последние годы приграничный регион пострадал от продолжающегося исламистского повстанческого движения в Сахеле, преимущественно на буркинийской стороне границы. В мае 2019 года двое французских туристов, путешествующих в национальном парке Пенджари, были похищены, а их бенинский гид убит. В настоящее время правительства других стран обычно не рекомендуют путешествовать в приграничный регион Бенина и Буркина-Фасо.
Бенин и Буркина-Фасо являются членами Экономического сообщества стран Западной Африки (ЭКОВАС). Между странами существует пограничный спор по разграничению границы недалеко от города Куалау/Куру.

## Торговля
В 2021 году экспорт товаров из Бенина в Буркина-Фасо составил сумму 15,77 млн долларов США, а Буркина-Фасо экспортировало товаров в Бенин на сумму 4,7 млн долларов США.

## Дипломатические представительства
- Бенин имеет посольство в Уагадугу[12].
- Буркина-Фасо содержит посольство в Котону[13].